# Lyrurus
Lyrurus – rodzaj ptaków z podrodziny bażantów (Phasianinae) w rodzinie kurowatych (Phasianidae).

## Zasięg występowania
Rodzaj obejmuje gatunki występujące w Eurazji.

## Morfologia
Długość ciała 38–60 cm; masa ciała samców 820–1250 g, samic 712–1100 g.

## Systematyka

### Etymologia
- Lyrurus (Lyurus): gr. λυρα lura „lira”; ουρα oura „ogon”[7].
- Tetrix: gr. τετριξ tetrix, τετριγος tetrigos niezidentyfikowany, znoszący na ziemi ptak wspomniany przez Arystotelesa[8]. Gatunek typowy: Tetrix niger Morris, 1837 (= Tetrao tetrix Linnaeus, 1758).

### Podział systematyczny
Do rodzaju należą następujące gatunki:
- Lyrurus tetrix (Linnaeus, 1758) – cietrzew zwyczajny
- Lyrurus mlokosiewiczi (Taczanowski, 1875) – cietrzew kaukaski